# 42 Геркулеса
42 Геркулеса (лат. 42 Herculis, HD 150450) — тройная звезда в созвездии Геркулеса на расстоянии приблизительно 448 световых лет (около 137 парсек) от Солнца.

## Характеристики
Первый компонент (WDS J16387+4856A) — красный гигант спектрального класса M0, или M2, или M2,5IIIab, или M2,5III, или M3, или Ma. Видимая звёздная величина звезды — +4,9m. Масса — около 1,27 солнечной, радиус — около 83,896 солнечных, светимость — около 733,569 солнечных. Эффективная температура — около 3600 K.
Второй компонент — коричневый карлик. Масса — около 29,98 юпитерианских. Удалён в среднем на 1,62 а.е..
Третий компонент (WDS J16387+4856B). Видимая звёздная величина звезды — +11,8m. Удалён на 28,1 угловых секунд.